# Elisabeta Luca
Elisabeta Luca, la naștere Betty Birman (n. 1 ianuarie 1909,  Balotica, Bălți, Gubernia Basarabia - d. 1992) a fost o comunistă româncă, evreică de origine, născută în Basarabia, deținut politic, voluntară în Brigăzile Internaționale din Spania.
A fost căsătorită mai întâi cu Avram Weissman. A luptat în Brigăzile Internaționale Republicane din Spania.  În Spania a devenit secretara și amanta lui Petre Borilă. În anii celui de-Al Doilea Război Mondial, pe când se afla la Moscova, a fost secretara tehnică a Anei Pauker. A fost apoi soția lui Vasile Luca.
Din 7 iunie 1950, a fost membră în Comitetul Cinematografiei și a fost eliberată din funcție la 12 iulie 1952 ca „necorespunzătoare” (printre altele, i s-a imputat că ar fi fost sionistă), în cadrul epurării celor din anturajul grupului Pauker-Luca-Georgescu (mai semnificativi: Valter Roman, Mihail Boico, C. Neumann, Mihail Patriciu ș.a.).
În 1952 a fost arestată, în același timp cu soțul ei, fiind apoi condamnată la închisoare. S-a aflat în detențiune mai mulți ani, din care cinci ani în condiții grele de izolare. După ce a fost eliberată din închisoare și reabilitată, în 1971 a fost decorată cu „Ordinul Tudor Vladimirescu” cl.II.

## Distincții
- Ordinul „Tudor Vladimirescu” clasa a II-a (4 mai 1971) „cu prilejul aniversării a 50 de ani de la constituirea Partidului Comunist Român, [...] pentru activitate îndelungată în mișcarea muncitorească și merite deosebite în opera de construire a socialismului”[6]